# Víctor Paz Estenssoro
Ángel Víctor Paz Estenssoro (Tarija, 2 de outubro de 1907 — Tarija, 7 de junho de 2001) foi um político boliviano e presidente de seu país, como 45º presidente da Bolívia por três mandatos não consecutivos e quatro no total de 1952 a 1956, 1960 a 1964 e 1985 a 1989. Ele concorreu à presidência por oito vezes (1947, 1951, 1960, 1964, 1978, 1979, 1980 e 1985) e foi vitorioso em 1951, 1960, 1964 e 1985. Sua vitória de 1951 foi anulada por uma junta militar liderada por Hugo Ballivián, e sua vitória de 1964 foi interrompida pelo golpe de estado boliviano de 1964.

## Vida pregressa
Seus pais eram Domingo Paz Rojas e Carlota Estenssoro. A família de seu pai era de origem galega e havia emigrado da Argentina para Tarija, exilada durante o governo de Juan Manuel de Rosas. Os Estenssoros, por outro lado, eram de origem basca e haviam emigrado para o Alto Perú. O pai de Victor Paz Estenssoro era fazendeiro e também funcionário do Banco Nacional da Bolívia.
Paz Estenssoro estudou no Colégio San Luis, em Tarija, e no Colégio Bolívar, em Oruro. Formou-se em Direito pela Universidade Maior de San Andrés, em La Paz, em 1927. Iniciou sua carreira como assistente no Escritório Nacional de Estatística. Em 1929, já era repórter da Câmara dos Deputados. Durante a Guerra do Chaco, serviu como Controlador-Geral do Primeiro Corpo do Exército (1932) e, posteriormente, serviu na linha de frente, onde lutou na bateria "Seleme".
Em 1937, ingressou na mineradora Patiño como advogado. Renunciou um ano depois e foi eleito deputado por Tarija. Entre 1938 e 1939, foi presidente do Banco Minero e também professor de história econômica na UMSA. Em 1940 e 1943, seu trabalho parlamentar o consolidou como um dos representantes mais proeminentes no Congresso Nacional. A partir daí, liderou uma forte oposição ao   governo Peñaranda.

## Fundação do MNR e primeiros anos políticos (1941-1952)
Em 1941, Víctor Paz Estenssoro co-fundou (juntamente com Hernán Siles e outros) o Movimiento Nacionalista Revolucionario (MNR), originalmente um movimento revolucionário reformista e mais tarde um partido centrista. Paz tornou-se um membro influente no gabinete do coronel Gualberto Villarroel (1943-1946), mas foi forçado a deixar esse governo como resultado da pressão emanada de Washington. Os Estados Unidos estavam na época envolvidos na Segunda Guerra Mundial, e suspeitavam que alguns membros da liderança do MNR abrigavam simpatias pró-fascistas. Paz Estenssoro, no entanto, concorreu à presidência em 1947, obtendo o 3º lugar, e novamente em 1951, quando o MNR surpreendentemente venceu a disputa eleitoral, apesar do fato de que as leis da época limitavam o voto a um pequeno estrato apropriado dos cidadãos. As eleições, no entanto, foram anuladas unilateralmente pelo governo ultraconservador de Mamerto Urriolagoitía, e o MNR naquele momento foi para a clandestinidade, chegando ao poder após uma revolução nacional popular no ano seguinte.

## A Revolução de 1952, Primeiro Governo Paz Estenssoro (1952-1956)
Entre as muitas reformas estruturais importantes adotadas pelo governo popular Paz Estenssoro estava a extensão do sufrágio universal a todos os cidadãos adultos (nativos e analfabetos incluídos), a nacionalização das maiores empresas de mineração de estanho e um extenso programa de distribuição de terras (reforma agrária). Grande parte dos militares, que serviam tão bem aos interesses das elites econômicas antes da Revolução, foi desmantelada e reorganizada como um braço virtual do partido MNR. Claramente, a ideia era formar um partido hegemônico à imagem do Partido Revolucionário Institucional (PRI) do México. A diferença crucial entre o MNR e o PRI era a estrutura decididamente descentralizada do novo poder militar do país (isto é, trabalhadores armados e camponeses), que era amplamente supervisionada pelo bloco minoritário de esquerda no MNR, liderado pelo líder do Centro dos Trabalhadores Bolivianos (COB), Juan Lechín.

## A aposentadoria temporária de Paz Estenssoro e a polarização do MNR (1956-1960)
Paz não foi autorizado a concorrer a outro mandato consecutivo, e Hernán Siles foi eleito, servindo como presidente de 1956 até 1960. Durante o governo Hernán Siles, o MNR começou a polarizar e se fragmentar, com uma ala conservadora liderada por Wálter Guevara e uma facção de esquerda cada vez mais assertiva comandada pelo carismático líder do COB Lechín. Para evitar a fratura de seu partido, Paz voltou de Londres (onde atuava como embaixador boliviano) e concorreu à reeleição em 1960, vencendo com ampla maioria dos votos. Sua escolha como vice foi o cada vez mais difícil de administrar Juan Lechín, uma ação que provocou a deserção do MNR de Wálter Guevara, que sentiu que havia sido preterido.

## Segundo e terceiro governos Paz Estenssoro, 1960-1964
O segundo governo Paz Estenssoro foi atormentado pela violência, dissidência e contínua hemorragia da liderança original. De grande importância nesse período foi a espinhosa questão do desarmamento dos garimpeiros e das milícias operárias que haviam combatido na Revolução de 1952 e que foram os mais autorizados a manter suas armas desde então. Eles serviram como um contrapeso útil à possibilidade de uma reafirmação conservadora ou militar contra a Revolução, mas em 1960 estavam servindo aos interesses do vice-presidente de esquerda radical do partido, Lechín. De convicção política marxista, este último se opôs ao desarmamento das milícias e à reconstituição dos militares tradicionais, pediu a aprovação de reformas mais profundas. Paz Estenssoro discordou e, dando continuidade às políticas iniciadas por Siles, apoiou-se cada vez mais nas "novas" Forças Armadas. Isso produziu a inevitável ruptura final, e Lechín foi expulso do partido antes das eleições de 1964.
Cada vez mais incapaz de controlar os acontecimentos, e considerando-se o único homem que poderia manter unida a coalizão MNR, em 1964 Paz decidiu alterar a Constituição para se permitir concorrer à reeleição. Tradicionalmente, tentativas como essas (conhecidas como "prorroguismo") têm sido fortemente condenadas pelas elites políticas bolivianas, muitos dos quais podem estar esperando sua vez de ocupar o palácio presidencial há anos. Isso não foi exceção, e o movimento de Paz acabou sendo seu desfazimento. Para simbolizar a constante deriva de Paz para a direita, ele escolheu o carismático comandante da Força Aérea Boliviana, general René Barrientos, como seu companheiro de chapa. Para ser justo, a crescente dependência de Paz das Forças Armadas foi, em certa medida, influenciada pelas constantes exigências de Washington de que os militares fossem totalmente reconstituídos e equipados para combater possíveis insurgências comunistas ao estilo cubano. De qualquer forma, a escolha de René Barrientos foi um ato final de insensatez, pois Paz parecia não ter notado o profundo ressentimento dos comandantes aparentemente leais dos militares "novos e revolucionários" em relação à manipulação das Forças Armadas pelo MNR para fins políticos.

## O golpe de Estado de 1964 e o exílio
Em 4 de novembro de 1964, o governo do MNR foi derrubado em um golpe militar liderado pelo vice-presidente René Barrientos e Alfredo Ovando, comandante do exército. Paz voou para um longo exílio no exterior, amargurado com a traição de René Barrientos e descontente por a "Revolução" ter tomado um rumo tão triste. Só em 1982 (com pequenas e muito temporárias exceções) é que o regime militar terminou. A essa altura, Paz e Hernán Siles Zuazo haviam se dividido, com Siles apoiando políticas mais esquerdistas. Wálter Guevara, por sua vez, apoiou Barrientos e serviu em sua administração. Em 1969, Barrientos morreu e novos governos militares populistas de inclinação progressista ganharam o poder na Bolívia (1970-1971).

## Apoio a Banzer e erosão do apoio (1971-1978)
Quando os "excessos" do governo militar de esquerda de Torres (1970-71) se tornaram insuportáveis para a maioria das elites civis de persuasão centrista e conservadora, Torres foi derrubado em um sangrento golpe de Estado liderado pelo então coronel Hugo Banzer com o total apoio do MNR. Essa também foi uma medida que custaria caro a Paz e seu partido nos próximos anos, especialmente em eleições futuras. Paz aparentemente tinha a impressão de que Banzer governaria por um ou dois anos antes de convocar eleições. Presumivelmente, como o MNR ainda era, de certa forma, o maior partido do país, isso permitiria que Paz voltasse à presidência. No entanto, Banzer tinha outras ideias. Rompeu com o MNR em 1974, exilou Paz e passou a governar apenas com apoio militar até 1978.

## A turbulência de 1978-1985
Enquanto Paz manchava sua imagem ao associar-se à ditadura de Hugo Banzer, Hernán Siles se voltava constantemente para a esquerda e ganhava adeptos às custas de Paz. Quando, em 1978, foram convocadas eleições passadas, aparentemente foi Hernán Siles quem as ganhou (houve grandes irregularidades e as eleições foram anuladas), com Paz a ficar apenas em terceiro lugar. Foi um grande declínio em relação ao que o MNR estava acostumado a obter na década de 1950 e início da década de 1960. As eleições foram remarcadas para 1979 e, quando ocorreram, Hernán Siles venceu novamente, mas desta vez Paz ficou em segundo lugar. As eleições novamente se mostraram inconclusivas, no entanto, na medida em que nenhum dos candidatos obteve os 50% dos votos necessários para vencer a eleição direta, e assim o resultado seria decidido pelo Congresso. As intransigências partidárias prevaleceram e este último não conseguiu chegar a um acordo sobre nenhum dos candidatos, acabando por decidir nomear como presidente provisório o chefe do Senado, Wálter Guevara, então em aliança com o MNR de Paz. Ele foi acusado de convocar eleições novamente em 1980. Essas eleições reconfirmaram a vitória de Hernán Siles e o segundo lugar de Paz, mas os militares intervieram em vez de permitir que Hernán Siles (agora associado a partidos considerados de "extrema esquerda") tomasse posse. O general Luis García Meza tomou as rédeas do poder no sangrento golpe de Estado de 17 de julho de 1980, e Paz mais uma vez voou para o exílio. Em 1982, os militares sitiados finalmente deixaram o Palácio Quemado e confirmaram os resultados das eleições de 1980, tornando Hernán Siles presidente.
O MNR de Paz se opôs a Hernán Siles em todas as frentes, enquanto seu governo mergulhava o país em uma espiral hiperinflacionária. De fato, esta foi a crise econômica mais grave da Bolívia em sua história, em grande parte provocada pelo colapso dos preços internacionais do estanho e pelo início da crise da dívida latino-americana. A gravidade da situação levou o Congresso Nacional a convocar eleições antecipadas em 1985. Paz voltou a ficar em segundo lugar (desta vez para o ex-ditador Hugo Banzer), mas foi eleito presidente pelo Congresso Nacional, já que, como de costume, nenhum dos partidos havia atingido o limite de 50% para eleição direta. Foi, de facto, a primeira vez que um partido da oposição ganhou o poder pacificamente numa eleição livre, apesar de há muito tempo haver competição multipartidária nas eleições.

## Quarta e última presidência de Paz Estenssoro (1985-1989)
O agora quase octogenário Paz iniciou seu quarto (e último) mandato como presidente em 1985. A situação econômica era realmente terrível, mas Paz e seus assessores tinham um plano neoliberal radical. Através do Decreto 21060 importantes reformas econômicas destinadas a conter a hiperinflação galopante (herdada de Hernán Siles) foram instituídas, os sindicatos foram reprimidos a fim de restabelecer a autoridade do governo, e 30.000 mineiros foram expurgados das folhas de pagamento do Estado para reduzir o tamanho do governo. Até o anúncio da reestruturação econômica, Paz e sua equipe de planejamento não haviam informado o resto de seu gabinete ou o público sobre a direção em que estavam se movendo, sabendo que seria recebido com protestos em massa e greve. Um membro da equipe econômica de Paz comparou sua abordagem ao bombardeio de Hiroshima com armas nucleares. As reformas foram, em muitos aspectos, o oposto do que Paz representara para seus eleitores. Como resultado, as políticas foram recebidas com protesto. Nos meses seguintes ao anúncio do Decreto 21060, um toque de recolher foi imposto aos cidadãos, viagens por todo o país restringidas, universidades e reuniões de oposição foram invadidas, e centenas de líderes sindicais foram sequestrados e levados para campos de prisioneiros na Amazônia até que greves fossem canceladas.

As políticas de reajuste – conduzidas em grande parte pelo vigoroso ministro do Planejamento de Paz Estenssoro, Gonzalo Sánchez de Lozada, que mais tarde serviria como presidente da Bolívia – ficaram conhecidas como Nova Política Econômica (NEP). Este último reestruturou a maior parte da até então estatista economia boliviana e a transformou em uma economia neoliberal, orientada para as privatizações. No entanto, a Bolívia continuou sendo o país mais pobre da América do Sul e as forças antineoliberais começaram a crescer como resultado de suas políticas econômicas liberais que levaram à eleição do socialista Evo Morales em 2005. Paz terminou seu mandato e finalmente se aposentou da política ao deixar o cargo em 1989. Ele morreu em sua casa em Tarija em 7 de junho de 2001.